# Fiodor Akinfovitch Biakont
Pour les autres membres de la famille, voir Famille Ignatiev.
Fiodor Akinfovitch Biakont (en alphabet cyrillique : Фёдор Акинфович Бяконт) vécut au XIVe siècle. Il est considéré comme l'ancêtre de plusieurs familles de la noblesse russe : les familles Ignatiev, Plechtcheïev, Bestoujev, Basmanov, Jerebtsov.

## Famille

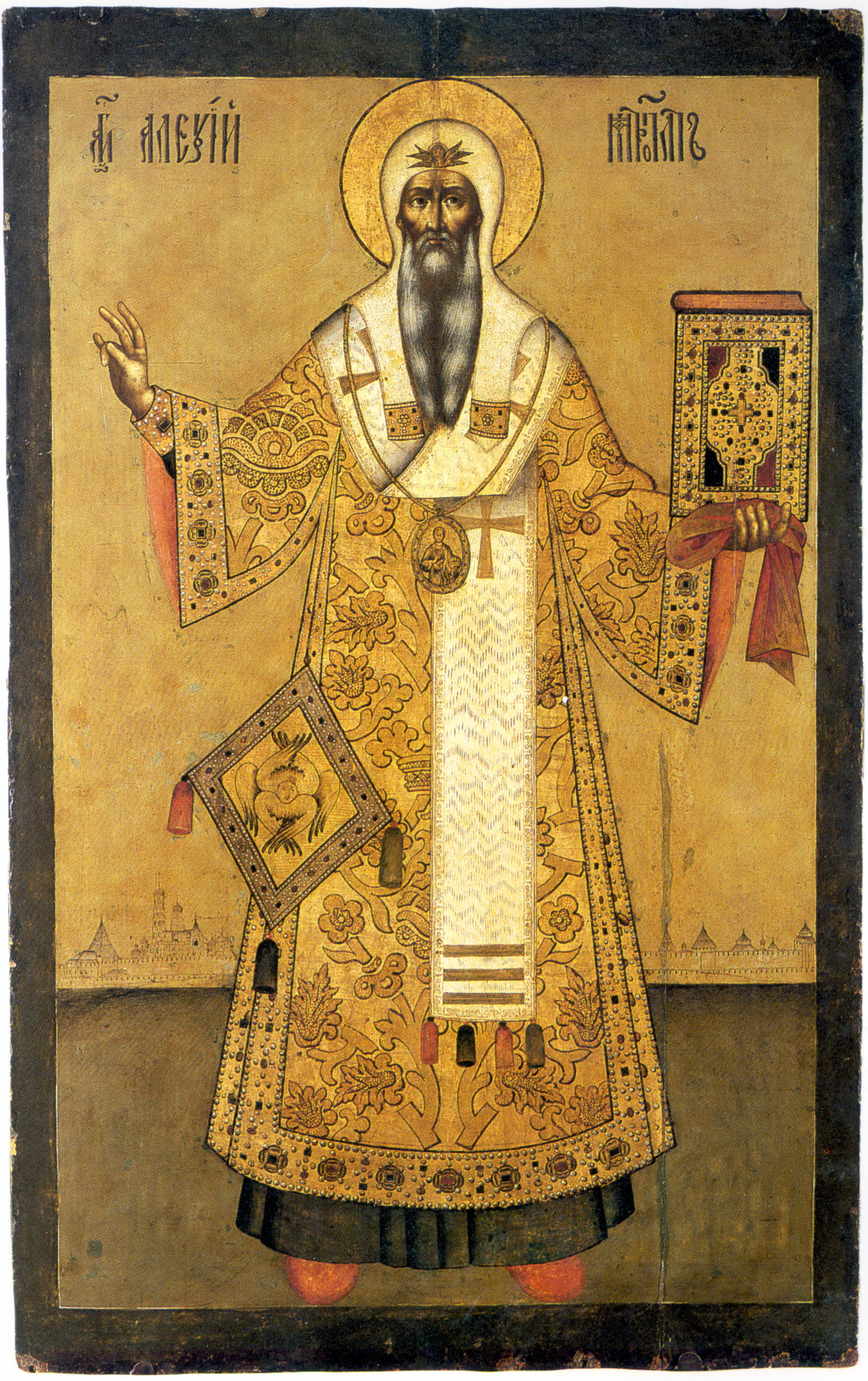
Le métropolite de Moscou saint-Alexeï.

Fiodor Biakont épousa Maria de cette union naquit sept enfants :
- Alfereï Fiodorovitch Biakont.
- Iouliania Fiodorovna Biakonta : avec sa sœur Ievpraksia elle fut la fondatrice et la première religieuse du monastère Alexeïevski à Moscou (aujourd'hui monastère Zatchatevski). Elle fut canonisée par l'Église orthodoxe russe.
- Ievpraksia Fiodorovna Biakonta : avec sa sœur Iouliania elle fut la fondatrice et la première religieuse du monastère Alexeïevski à Moscou (aujourd'hui monastère Zatchatevski / De nos jours à l'emplacement où fut construit jadis le monastère se trouve la cathédrale du Christ-Sauveur. Elle fut canonisée par l'Église orthodoxe russe[2].
- Feofan Fiodorovitch Plechtcheïev.
- Matveï Fiodorovitch Plechtcheïev.
- Alexandre Fiodorovitch Plechtcheïev : le plus jeune fils de Fiodor Biakont, il fut vicaire de Kostroma (1375) et fonda la famille Plechtcheïev[3].
- Konstantin Fiodorovitch Plechtcheïev[1].

## Biographie

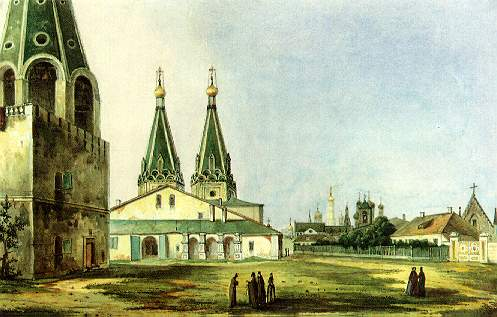
Le monastère Saint-Alexeï, couvent de femmes situé à Moscou (1838).

Vers la fin du XIIIe siècle ou début du XIVe siècle, le fondateur de la famille Ignatiev quitta Tchernigov et s'installa à Moscou. Ce fut avec une grande loyauté qu'il servit le prince Danil de Moscou. En récompense de ses services, Fiodor Akinfovitch Biakont reçut le domaine de Vasilievskoïe (situé à la confluence de la rivière Lopenki et de la rivière Pakhra / aujourd'hui dans le district de Podolsk). Sur cette terre, il fonda le village de Vasilievskoïe (aujourd'hui disparu).
Fiodor Akinfovitch bénéficia également de la confiance de Iouri III de Moscou et de son frère et successeur Ivan Ier. Vers 1330, sa fidèlité lui permit d'accéder au Conseil des Boyards. Sous le règne de Simeon Ivanovitch le Fier, il occupa le poste de gouverneur de Moscou.

## Ses fils, fondateurs des familles Plechtcheïev, Feofanov, Bestoujev, Basmanov
Alexandre Fiodorovitch, fils cadet de Fiodor Akinfovitch fut surnommé Plechtcheïev  (Pletchtcheï / larges épaules / en langue russe : плечистый), boyard comme son père, il fut également vicaire de Kostroma (1375) et fonda la famille Plechtcheïev. En outre, il fut l'ancêtre du poète russe Alexeï Nikolaïevitch Plechtcheïev.
Feofan, Matveï et Konstantin Fiodorovitch, ses autres fils furent les ancêtres des familles Feofanov, Bestoujev et Basmanov,.
Fiodor Akinfovitch Biakont fut l'arrière-grand-père de Ignati Konstaninovitch Plechtcheïev, fondateur de la famille Ignatiev.

## Décès et inhumation

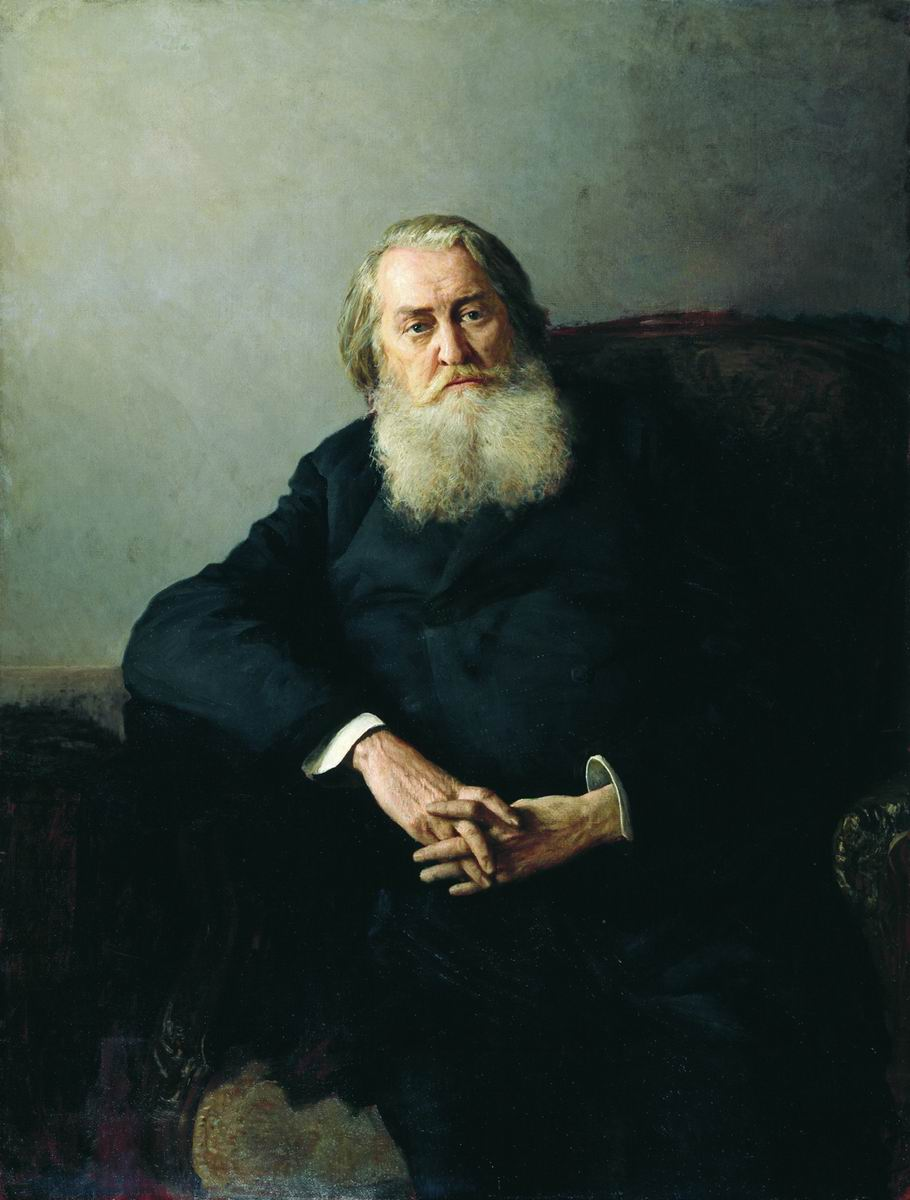
Le poète russe Alexeï Nikolaïevitch Plechtcheïev d'après le portrait du peintre Nikolaï Alexandrovitch Iarochenko (1846-1899).

Fiodor Akinfovitch Biakont fut inhumé au monastère de Donskoï à Moscou.